# زنان در اوکراین
زنان در اوکراین به نقش زنان در کشور اوکراین می‌پردازد. زنان در زمینه‌های اقتصادی، سیاسی، فرهنگی و اجتماعی و همچنین در خانواده از حقوق قانونی برابر با مردان برخوردارند. زنان حقوق کمتری دریافت می‌کنند و فرصت محدودی برای پیشرفت شغلی دارند.
حدود ۴۵ درصد از جمعیت اوکراین که از خشونت – فیزیکی، جنسی یا روانی – رنج می‌برند، زنان هستند.

## تاریخچه فمینیسم
تاریخ اوکراین در طول دو قرن گذشته ارتباط نزدیکی با امپراتوری روسیه و بعداً اتحاد جماهیر شوروی دارد. اوکراین در سال ۱۹۹۱ استقلال یافت و اکنون کشوری با بیش از ۴۰ میلیون نفر است که اکثر آنها مسیحی ارتدوکس هستند و ۷۰ درصد جمعیت شهرنشین هستند.
یکی از بزرگترین سازمان‌های فمینیستی در اروپا در دهه ۱۹۲۰ در غرب اوکراین مدرن یا گالیسیا تأسیس شد. این سازمان اتحادیه زنان اوکراین نام داشت و توسط میلنا رودنیتسکا رهبری می‌شد. در دوران اتحاد جماهیر شوروی، فمینیسم به عنوان یک ایدئولوژی بورژوایی طبقه‌بندی می‌شد و از این رو ضدانقلاب و ضد شوروی بود. جامعه مدنی و فمینیسم در دوران شوروی عملاً وجود نداشت. پس از استقلال اوکراین در سال ۱۹۹۱، یک جنبش فمینیستی آغاز شد.
به گفته اوکسانا پوتاپووا، محقق و فعال فمینیست و فعال صلح‌ساز که یک سازمان غیردولتی به نام تئاتر برای گفتگو را ایجاد کرد، در طول جنگ در دونباس که در سال ۲۰۱۴ آغاز شد، حمایت از جنبش داوطلبانه بزرگی از زنان که اقدامات بشردوستانه و گفت‌وگوی اجتماعی را سازماندهی می‌کنند شکل گرفت.

## خشونت علیه زنان
حدود ۴۵ درصد از جمعیت اوکراین (۴۵ میلیون) از خشونت - جسمی، جنسی یا روانی - رنج می‌برند و بیشتر آنها زن هستند. زنان خیابانی آسیب پذیرترین دسته هستند. حدود ۴۰ درصد از آنها از خشونت جنسی رنج می‌برند که ۲۵ درصد آنها زیر ۱۸ سال دارند. در سال ۲۰۰۱، اوکراین قانون خشونت خانگی را تصویب کرد. ماده ۱۷۳–۲ قانون تخلفات اداری اوکراین نیز به «خشونت در خانواده» می‌پردازد. نزهت احسان، نماینده صندوق جمعیت سازمان ملل متحد در اوکراین، در فوریه ۲۰۱۳ بیان کرد: «اوکراین واقعاً سطح غیرقابل قبولی از خشونت، عمدتاً توسط مردان و عمدتاً به دلیل مصرف بالای الکل دارد». وی همچنین خلأهای موجود در قانون را عاملی برای کمک به معضل خشونت خانگی دانست و گفت: «شما می‌توانید زنان را مورد تجاوز قرار دهید و همچنان اگر یک مقام عالی رتبه هستید یا از یک خانواده رسمی سطح بالا هستید، می‌توانید از آن فرار کنید.»

## نیروی کار
زنان ۵۴ درصد از جمعیت اوکراین و ۴۷٫۴ درصد از نیروی کار آن را تشکیل می‌دهند. بیش از ۶۰ درصد از زنان اوکراینی دارای تحصیلات عالی (سطح کالج و بالاتر) هستند. با این حال، نرخ بیکاری زنان در مقایسه با مردان با سابقه تحصیلی یکسان بسیار بالا است. ۸۰٪ از کل بیکاران در اوکراین را زنان تشکیل می‌دهند.
قوانین کار تساوی حقوقی زن و مرد از جمله دستمزد برابر برای کار مساوی را تعیین می‌کند، اصلی که به‌طور کلی رعایت می‌شد. با این حال، صنایع تحت تسلط کارگران زن کمترین دستمزد نسبی را داشتند و بیشتر از همه تحت تأثیر معوقات دستمزد قرار گرفتند. سن بازنشستگی به تدریج در حال افزایش است و تا سال ۲۰۲۱ به ۶۰ سال برای زنان و ۶۲ سال برای مردان و در کارمندان دولتی سن اولیه برای زنان ۵۵ سال و برای مردان ۶۰ سال بود. گزارش‌هایی مبنی بر امتناع برخی از کارفرمایان از استخدام زنان جوانی که احتمال باردار شدن دارند یا زنان بالای ۳۵ سال وجود دارد. زنان همچنین حقوق کمتری دریافت می‌کردند و فرصت محدودی برای پیشرفت شغلی داشتند. تعداد کمی از زنان در پست‌های مدیریتی عالی در دولت یا صنایع دولتی یا خصوصی بودند.
درآمد زنان به‌طور متوسط ۳۰ درصد کمتر از مردانی است که پست‌های مشابهی دارند.
حدود ۵۰ درصد تمام شرکت‌های بدون کارمند متعلق به زنان هستند. حدود ۲۷ درصد از شرکت‌هایی که ۱ تا ۵ کارمند دارند در اختیار زنان هستند. شرکت‌هایی که کمتر از ۵۰ کارمند دارند، ۳۰ درصد آن متعلق به زنان است. این اعداد مشابه با سایر اقتصادهای غربی است. زنان تمایل دارند کسب و کارهای کوچک در خرده فروشی، عمده فروشی و پذیرایی را رهبری کنند. ۲٪ از شرکت‌های بزرگ توسط زنان اداره می‌شوند.

## در سیاست
در انتخابات پارلمانی اوکراین در سال ۲۰۱۹، ۸۷ زن به پارلمان راه یافتند که یک رکورد برای اوکراین بود و ۲۰٫۵۲ درصد از تعداد کل نمایندگان می‌شد. در انتخابات حدود ۵۰ درصد از نمایندگان منتخب صدا و ۳۷ درصد از نمایندگان منتخب همبستگی اروپا را زنان تشکیل می‌دادند. کمترین مکان برای زنان در پلتفرم مخالفان - برای زندگی با ۱۱٫۴ درصد بود. در سال ۲۰۱۴، حدود ۱۲٫۱ درصد رادای ورخوونا (پارلمان اوکراین) زن بودند. از انتخابات پارلمانی ۲۰۱۴ تا انتخابات ۲۰۱۹ این تعداد به ۵۳، یعنی ۱۲٫۶ درصد افزایش یافته‌است. درصد نمایندگان زن در هر انتخابات در نوسان است. از ۴۷ زن انتخاب شده در سال ۲۰۱۴ به پارلمان، تنها ۲ نفر با پیروزی در یک حوزه انتخابیه به این موفقیت دست یافتند. در این انتخابات از سیستم انتخاباتی مختلط استفاده شد که ۵۳٫۲ درصد از نمایندگان بر اساس لیست‌های حزبی و ۴۶٫۸ درصد در ۱۹۸ حوزه انتخابیه انتخاب شدند. در سال ۲۰۱۹، ۲۶ زن موفق به کسب یک کرسی در حوزه انتخابیه شدند. در پارلمانی که در انتخابات پارلمانی اوکراین در سال ۲۰۱۲ انتخاب شد، زنان ۹٫۹ درصد از پارلمان را تشکیل می‌دادند. در اولین انتخابات پارلمانی که پس از استقلال اوکراین در سال ۱۹۹۱ در سال ۱۹۹۴ برگزار شد، تنها ۱۱ زن (۳/۲ درصد از پارلمان) انتخاب شدند. یک تحقیق که در ۱۲ نوامبر ۲۰۱۴ منتشر شد نشان داد که در سراسر جهان به‌طور متوسط ۲۲٪ از پارلمان را زنان تشکیل می‌دهند، در حالی که در کشورهای اتحادیه اروپا این رقم ۲۵٪ است. بر اساس یک مطالعه (منتشر شده در ۱ نوامبر ۲۰۱۴) توسط اتحادیه بین پارلمانی، اوکراین در بین ۱۸۹ کشور در رتبه ۱۱۲ از نظر نمایندگی سیاسی زنان در پارلمان قرار دارد. قوانین مربوط به اجرای مجدد سهمیه دوران شوروی برای زنان در پارلمان (۳۰٪ یا 35%) در پارلمان مورد بحث قرار گرفته‌است اما تصویب نشده‌است.

## ارتش
زنان در اوکراین مجاز به پیوستن به ارتش هستند، اما از نظر تاریخی حضور به نقش‌های غیر رزمی چون پزشک، آشپز، حسابدار و غیره محدود شده‌است. از ژوئیه ۲۰۱۶، نیروهای نظامی اوکراین به زنان اجازه شرکت در نقش‌های رزمی از جمله پیشاهنگ نظامی، و تک تیرانداز را دادند.